# Lubiąż
Lubiąż (tedesco Leubus) è una frazione del comune di Wołów, del distretto omonimo, del voivodato della Bassa Slesia (Polonia sud-occidentale). Si trova approssimativamente 14 km a sud-ovest di Wołów e 42 km ad ovest del capoluogo regionale, Breslavia. Sorge sulla riva orientale del fiume Oder. Ha una popolazione di 2.300 abitanti.
La frazione è nota principalmente per la sua grande abbazia. Essa fu costruita dai Benedettini nel 1150 e occupata dai Cistercensi nel 1163 e fino al 1810. Costruita nel corso di secoli, l'abbazia – la più grande abbazia cistercense del mondo – è classificata nella classe più alta ("0") dei punti di riferimento del patrimonio culturale dell'umanità.
Lubiąż è nota in Polonia anche per il suo ospedale psichiatrico regionale.

## Storia

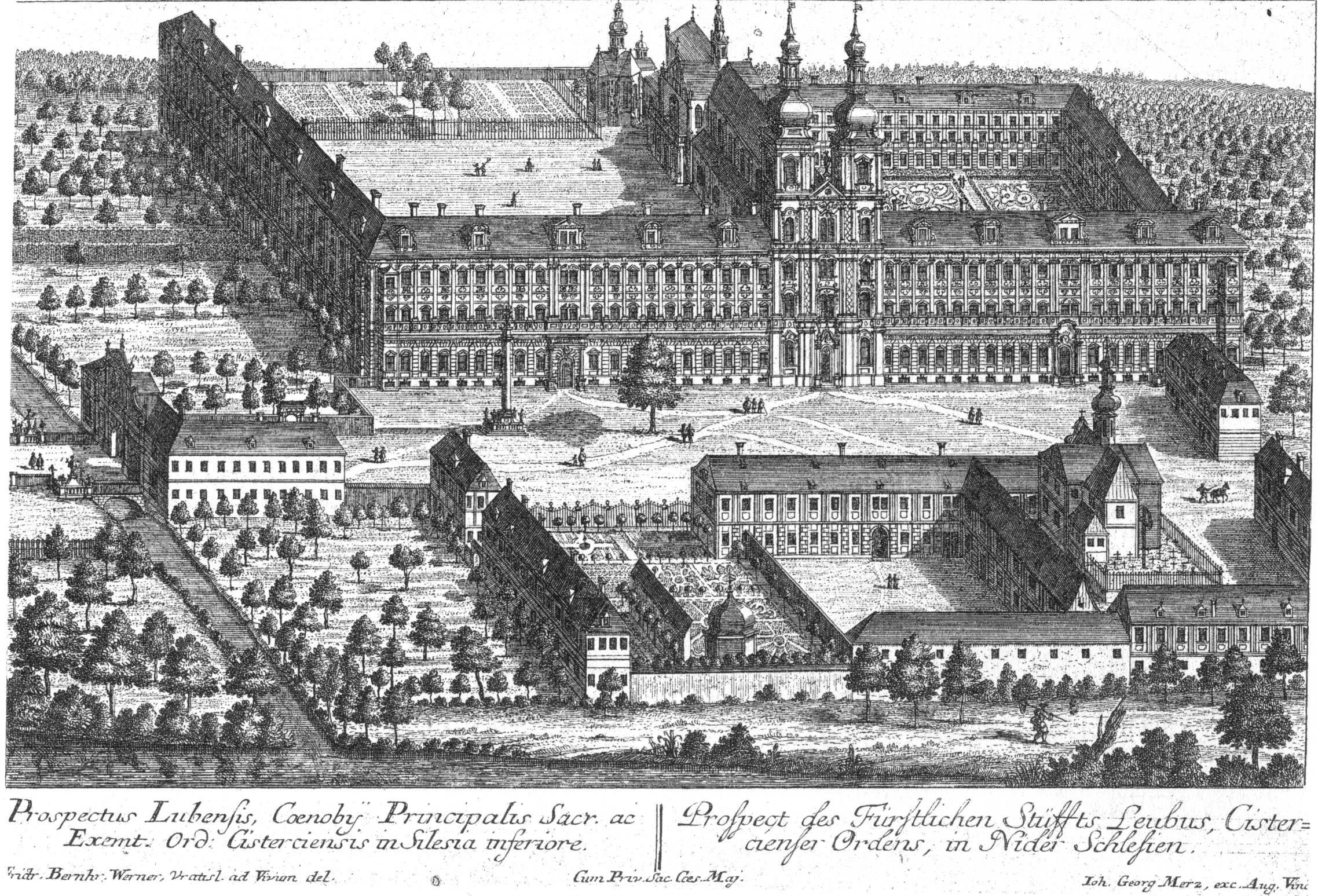
L'abbazia

La frazione si trova presso uno dei più antichi attraversamenti fluviali della Slesia. Questo attraversamento era protetto da un castello, che fu probabilmente distrutto nel 1108, e popolato da Polacchi, che vivevano in un mercato chiamato Lubies, che fu documentato nel 1175. Dall'XI secolo appartenne a vari principati slesiani governati da duchi del ramo slesiano della dinastia Piast.

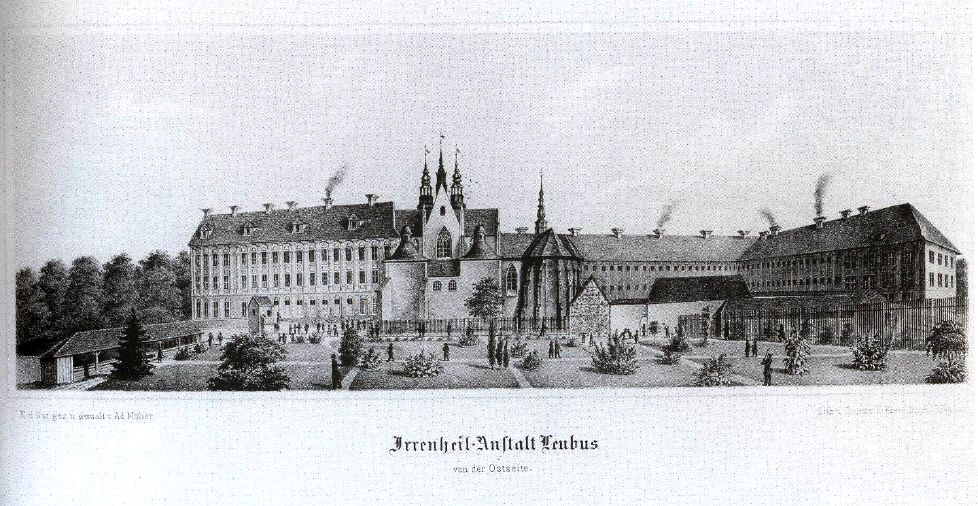
Lo Irrenheil-Anstalt Leubus nel 1870

A metà del XII secolo un'abbazia fu fondata sul luogo del precedente castello. Le fonti discordano sulla data e la natura esatta della fondazione. Mentre alcune fonti asseriscono che il monastero fu fondato intorno al 1150 dai Benedettini e subito dopo passato ai Cistercensi, altre sostengono che il monastero fu fondato dai Cistercensi intorno al 1163. L'atto di fondazione fu ratificato nel 1175 da Boleslao I l'Alto, che scelse l'abbazia come luogo di sepoltura per lui e la sua dinastia. Il monastero fu colonizzato da monaci cistercensi provenienti da Pforta nel Margraviato di Meißen, rifugio di Boleslao durante il suo soggiorno in Germania. Nello stesso documento il duca permetteva al monastero di colonizzare il suo territorio con Tedeschi e di escluderli dalla legge polacca, facendone il primo liogo dell'Ostsiedlung in Slesia. La cittadina tedesca di Leubus fu fondata sul luogo del precedente mercato polacco, il luogo germanizzato e ricevette la legge comunale tedesca nel 1249.

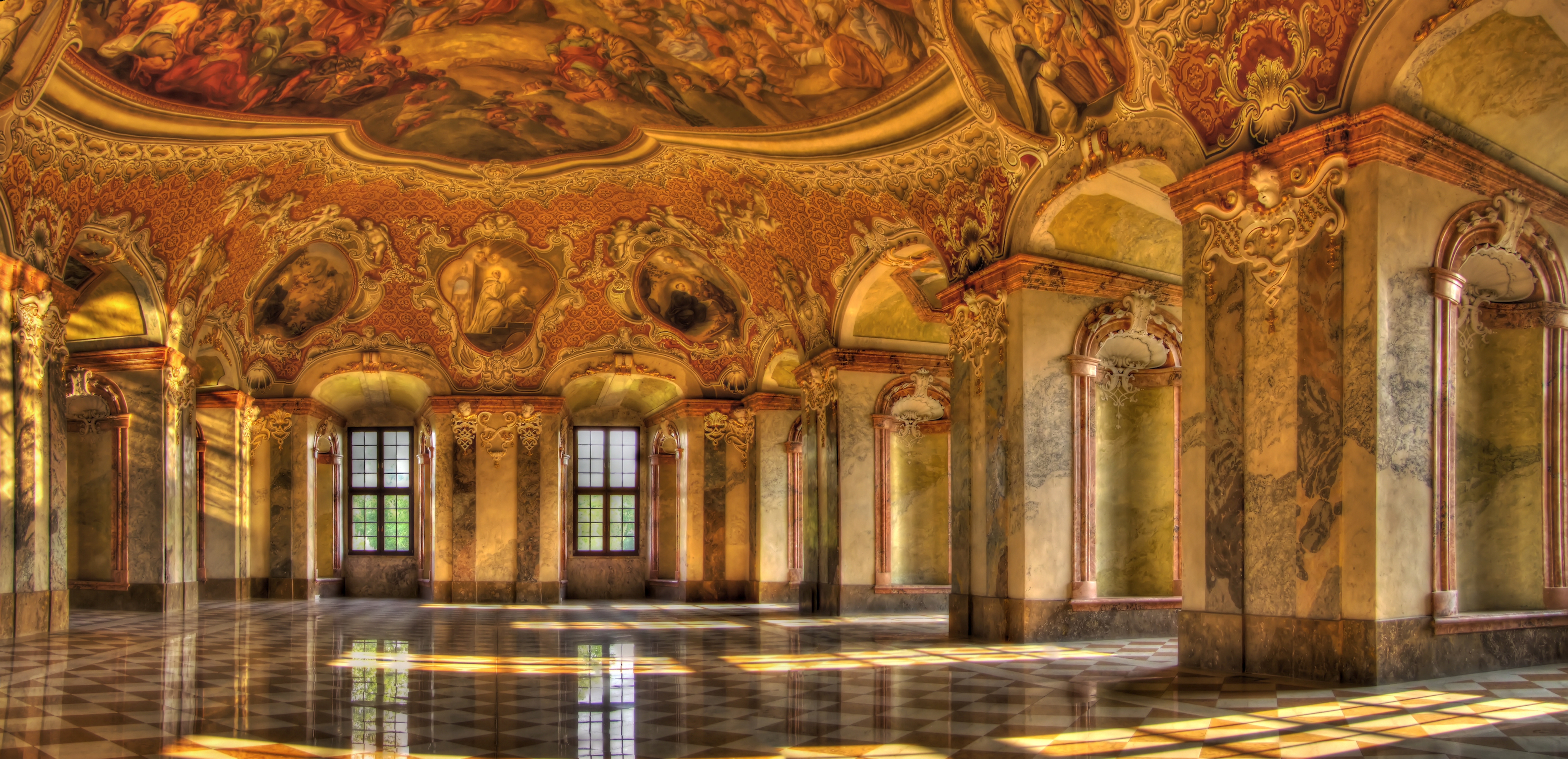

La regione passò alla Corona di Boemia nel 1329 e diventò così parte del Sacro Romano Impero. Il 30 giugno 1432 gli Hussiti invasero la frazione, devastando e bruciando il monastero. Nel XVII secolo l'area fu pesantemente colpita dalla Guerra dei trent'anni. Nel 1632 fu saccheggiata dai Sassoni e nel 1639 fu occupata dalle forze svedesi. Nel 1740 la Slesia (e così Leubus) passò dall'Austria al Regno di Prussia. La legge municipale fu perduta nel 1740 e irrevocabilmente nel 1844. Dal 1871 fino al 1945 Leubus appartenne all'Impero tedesco, alla Repubblica di Weimar e infine alla Germania nazista. Passò poi alla Polonia insieme al resto della Slesia (vedi Cambiamenti territoriali della Polonia dopo la seconda guerra mondiale). Gli abitanti tedeschi furono espulsi, la frazione ripopolata dai Polacchi e rinominata Lubiąż.